# خالد الرويحي
خالد بن سالم الرويحي (مواليد 15 ديسمبر 1972 في تبوك -)، لاعب كرة قدم سعودي سابق. لعب مع أندية الوطني والأهلي كما مثل المنتخب السعودي.
كان لاعب في مركز الهجوم، وأحد أهم نجوم الكرة السعودية الصاعدين في بداية التسعينات الميلادية، تميز بقوة التسديدات ورأسياته المتقنة، بالإضافة إلى مساهمته في تحقيق عدد من الإنجازات للكرة السعودية.

## مسيرته الكروية
كان يلعب خالد مع نادي الوطني بتبوك في منتصف حقبة الثمانيات الميلادية، قبل أن تبرز موهبته في نهاية الثمانينات من خلال تمثيله لمنتخب الناشئين، حيث ساهم في تحقيق الأخضر لبطولة كأس آسيا بتايلاند عام 88م.
وبعد تأهل المنتخب لكأس العالم 89 باستكلندا، واصل هناك عروضه القوية وساهم في تحقيق الإنجاز التاريخي باسم كل العرب وهو الفوز بلقب كأس العالم وكان قد سجل فيها أربعة اهداف.
انتقل بعد البطولة الرويحي لنادي الأهلي، وبدأ خالد يحجز اسمه ضمن خارطة الفريق الأول بنادي الاهلي حتى اضحى ركيزة مهمة في تشكيلة الفريق، وساهم في احتلال الفريق وصافة ترتيب الدوري عام 1410هـ.
ومن أبرز أهدافه هي التي كانت في مرمى الوحدة حيث جاءت من خلال لعبة هوائية «دبل كيك» وهي اللعبة التي كان يتميز بها مع الاهلي في تلك الفترة.

## وفاته
توفي عام 1412 هـ في حادث سير بالأردن.